# Michael Thurk
Michael Thurk (Francoforte sul Meno, 28 maggio 1976) è un ex calciatore tedesco, di ruolo attaccante.

## Carriera
È stato capocannoniere nella Zweite Bundesliga 2009-2010 con la maglia dell'Augusta.

## Palmarès

### Club

#### Competizioni nazionali
- 3. Liga: 1

Heidenheim: 2013-2014